# Wapen van Lens

Wapen van Lens.

Het wapen van Lens is het heraldisch wapen van de gemeente Lens in de Belgische provincie Henegouwen. Het wapen werd op 30 april 1999 voor het eerst aan de gemeente Lens toegekend.

## Geschiedenis
Het gemeentewapen van Lens is gebaseerd op het zegel dat van 1572 tot 1794 door de schepenbank werd gebruikt en drie leeuwen toonde. Toen de gemeenteraad voor het eerst dit wapen aanvroeg in 1939, werd de aanvraag door het uitbreken van de Tweede Wereldoorlog afgebroken. Toen de gemeente in 1954 het opnieuw probeerde om dit zegel als hun wapen te doen aannemen, wou de Heraldische Raad - omdat er reeds andere gemeentewapens met drie leeuwen waren - dat men een L zou toevoegen aan het wapen. Uiteindelijk werd het wapen in 1999 toch toegekend aan de gemeente Lens met kleuren die haar deden verschillen van andere gemeentewapens. "Van keel met drie leeuwen van zilver, geklauwd, getongd en gekroond van goud" was in 1294 reeds het wapen dat werd gevoerd door Jan III van Lens, heer van Lens en Herchies.

## Blazoenering
De huidige blazoenering is:

De gueules à trois lions d'argent, armés, lampassés et couronnés d'or.
Van keel met drie leeuwen van zilver, geklauwd, getongd en gekroond van goud.
— Ministerieel Besluit van 30 april 1999.

## Verwante wapens

Wapen van Chièvres.
Wapen van Denderleeuw.
Wapen van Gavere.
Wapen van Jurbeke.